# Awraham Derori
Awraham Refa’el Derori (ur. jako Abram Koziński 23 maja 1919 w Łodzi, zm. 20 sierpnia 1964) – izraelski polityk, poseł do Knesetu w latach 1961–1964 z ramienia partii Herut.
Należał do Bejtaru, do Mandatu Palestyny wyjechał w 1935 podczas piątej aliji. Wstąpił do Irgunu, a następnie został zwerbowany do Sił Obronnych Izraela. Po odbyciu służby wojskowej przeszedł do rezerwy w stopniu majora. Wstąpił do partii Herut i został jej sekretarzem generalnym. Startował w wyborach do Knesetu w 1959, ale jego nazwisko znajdowało się na jednej z końcowych pozycji na liście wyborczej i nie został wybrany.
Ostatecznie znalazł się w czwartym Knesecie 21 marca 1961, zastępując zmarłego Szimszona Unichmana. Podczas kolejnych wyborów uzyskał reelekcję, zmarł w trakcie trwania kadencji 20 sierpnia 1964. Mandat po nim objął Josef Kremerman.